# Карригахориг
Карригахориг (англ. Carrigahorig; ирл. Carraig an Chomhraic) — деревня в Ирландии, находится в графстве Северный Типперэри (провинция Манстер) у трассы N65.